# Allan Bergius
Allan Bergius (Monaco di Baviera, 2 maggio 1972) è un cantante, violoncellista e direttore d'orchestra tedesco. Inizia ad esibirsi da bambino come voce bianca solista del Tölzer Knabenchor e celebrato interprete di opere di Bach, Mozart e Mahler. Prosegue la sua carriera musicale da adulto come violoncellista e direttore d'orchestra alla Bayerisches Staatsorchester.

## Biografia
Allan Bergius è nato a Monaco nel 1972. Cresciuto in una famiglia di musicisti, entra in contatto con la musica classica fin dalla sua prima infanzia. Riceve le sue prime lezioni di violoncello all'età di sei anni, studiando dal 1978 al 1980 sotto la direzione di Heinrich Klug (violoncellista solista della Münchner Philharmoniker). Entra quindi a far parte nel 1980 del Tölzer Knabenchor. Il suo eccezionale talento canoro lo porta a bruciare le tappe e ben presto a diventarne per sette anni fino all'età di 14 anni una delle voci bianche soliste più famose.
Fa il suo debutto in teatro il 21 giugno 1982, a dieci anni, in una produzione de Il flauto magico di Wolfgang Amadeus Mozart al Festival di Salisburgo come uno dei tre geni.
A 11 anni, nel 1983, suscita grande sensazione la sua interpretazione del ruolo di "Melia" nella produzione televisiva dell'opera Apollo et Hyacinthus di Wolfgang Amadeus Mozart, riproposta per la prima volta da Gerhard Schmidt-Gaden nella sua versione originale per voci bianche soliste. 
Recita inoltre il ruolo di "Cupido/Amore" nella registrazione dell' Orfeo ed Euridice di Christoph Willibald Gluck, diretto nel 1983 da Heinz Panzer, e nell'adattamento televisivo de Il ritorno d'Ulisse in patria di Claudio Monteverdi, diretto nel 1985 da Jeffrey Tate.
Uno dei momenti più alti della sua carriera di voce bianca è stata la parte solista nel movimento finale della Sinfonia n.4 di Gustav Mahler diretta da Leonard Bernstein. Il concerto fu presentato nel febbraio-marzo 1984 in una serie di concerti a Vienna, Boston, Cleveland, Carnegie Hall in New York con la Wiener Philharmoniker e quindi il 23 e 24 giugno al Teatro alla Scala con la Filarmonica della Scala di Milano.
Il 26 luglio 1984 Bergius interpreta a Monaco il ruolo di "Miles" nell'opera Il giro di vite di Benjamin Britten per la direzione di John Pritchard e la regia di Michael Hampe.
Bergius esegue una dozzina di cantate di Bach (BWV 124,130-131,137-140,145-147,155,173) nell'ambito del progetto di Nikolaus Harnoncourt e Gustav Leonhardt di registrazione integrale delle cantate del compositore. Come voce solista partecipa anche all'esecuzione dell'Oratorio di Natale (BWV 248), sempre diretto da Nikolaus Harnoncourt.
Con la direzione di Albrecht Schmid registra la voce di soprano nella cantata Jauchzet Gott in allen Landen (BWV 51), una delle parti più complesse ed ardue composte da Bach, di norma affidata a voce femminile. Il suo repertorio include anche la cantata Laudate pueri Dominum di Georg Friedrich Händel, il Confitebor Motet di Claudio Monteverdi, il Misera di Wolfgang Amadeus Mozart e numerosi altri brani solisti per voce bianca soprano. Una selezione di questi brani sono pubblicati su disco nel 1985, registrati dal vivo in occasione di sue esibizioni in Italia e Germania. Il 23 maggio dello stesso anno al Teatro Politeama Margherita di Genova, all'epoca sede operativa dell'Ente Autonomo Teatro Comunale dell'Opera (oggi Fondazione Teatro Carlo Felice), interpreta, ancora come voce bianca, il personaggio del titolo alla prima dell'opera di Marco Tutino, Pinocchio.
Parallelamente alla carriera di cantore, Bergius prosegue quella di musicista. All'età di dodici anni, è inserito nella classe di violoncello da Jan Polašek, nella quale si laurea con lode al Richard-Strauss-Konservatorium di Monaco nel 1993. Durante questo periodo è stato vincitore del 1 ° premio al "Jugend Musiziert", al Kulturkreis Gasteig e al German Conservatory Competition. Dal 1994 ha studiato violoncello con Frans Helmerson presso l'Università di Musica di Colonia, dove ha superato il suo esame di immatricolazione con distinzione e ha superato con successo l'esame di concerto nel 1998. Inoltre, ha tenuto lezioni con il Quartetto Amadeus e il Quartetto Alban Berg. 
All'età di tredici anni, parallelamente alle lezioni di violoncello, ha fondato un'orchestra da camera per giovani, la Camerata Juvenalis, che ha diretto per nove anni in concerti in Germania, Gran Bretagna e Danimarca. Seguirono corsi di direzione con Helmuth Rilling, Richard Schumacher e Milos A. Machek. 
A 17 anni ha raggiunto il 1 ° posto al "Masterplayers Competition for Conductors" internazionale di Lugano. Nel 1992 ha ricevuto una borsa di studio dal Richard Wagner Verband München. Un anno dopo è stato ammesso al "Dirigentenforum" del Consiglio musicale tedesco, dove ha frequentato numerosi corsi con noti direttori. Nel 1993 e 1994 Allan Bergius ha vinto il 1 ° posto alla Master Class Internazionale per Direttori con la Filarmonica della Moravia a Olomouc, Repubblica Ceca. Dal 1998 al 2001 ha studiato direzione con Michael Luig alla Musikhochschule di Colonia. Dopo una stagione come violoncellista solista alla Deutsche Oper am Rhein di Düsseldorf, è diventato secondo direttore nel 2001 presso i teatri della città di Krefeld e Mönchengladbach. Tre le opere da lui dirette ci sono Don Giovanni, Eugen Onegin, Macbeth, Luisa Miller, Hansel e Gretel, Carmen, Don Pasquale, Die Zauberflöte e Tannhäuser. Nel 2004 ha ricevuto il premio promozionale dello Stato del Nord Reno-Westfalia per i giovani artisti e un premio promozionale dagli amici del teatro Krefeld-Mönchengladbach nella divisione di direzione. Dal marzo 2007 è vice violoncellista solista presso la Bavarian State Orchestra di Monaco. Allo stesso tempo assume la direzione musicale di ATTACCA, l'orchestra giovanile della Bayerisches Staatsorchester.